# Kari (jelo)
Kari (engl. Curry) u prahu je začin, kao i jelo sa sosom začinjenim začinima, uglavnom povezano sa južnoazijskom kuhinjom. Kari je začinska mešavina, koja može da sadrži od 5 do 30 različitih začina. Osnovu većine kari mešavina čine korijander, kurkuma, kim i piskavica. Zavisno od recepture dodatni sastojci mogu biti čili, đumbir, češnjak, komorač, karanfilić, gorušica, kardamon, muškatni oraščić, cimet, crveni i crni biber. U Indiji se začinske mešavine razlikuju zavisno od kuvara, područja, kasti i običaja. Začinska mešavina koja se upotrebljava u tradicionalnoj indijskoj pripremi jela je garam masala, a sastav zavisi od vrste jela koje se začinjava ili od tipa kuhinje.
Postoje mnoge vrste jela koja se nazivaju 'kari'. Na primer, u originalnim tradicionalnim kuhinjama, precizan izbor začina za svako jelo je stvar nacionalne tradicije, religijske prakse, i u nekoj meri porodičnih preferencija. Takva jela se nazivaju specifičnim imenima koja se odnose na njihove sastojke, začinjavanje i metode kuhanja. Začini se koriste celi i mleveni, kuvani ili sirovi, i mogu se dodati u različito vreme tokom procesa kuvanja kako bi se proizveli različiti rezultati. Dok su glavni začini prisutni u kariju su korijander, kumin, i kurkuma, širok opseg drugih dodatnih začina može da bude uključen u zavisnosti od geografskog regiona i tipa hrane (riba, sočivo, crveno ili belo meso, pirinač, i povrće). Kari prah, komercijalno pripremljena mešavina začina je u velikoj meri zapadnjačka kreacija koja datira iz 18. veka. Smatra se da su takve smeše najpre pripremili indijski trgovci za prodaju članovima Britanske kolonijalne uprave i armije koji su se vraćali u Britaniju.

## Etimologija
Reč „kari”, od koje je nastala engleska reč „curry”, potiče iz južne Indije i generalno označava, vrlo začinjeno kuvano jelo od različitih vrsta namirnica. Međutim, na Zapadu je značenje dosta prošireno i odnosi se na bilo koji začinjeni umak, kuvan na način južnoazijske kuhinje. Kari jela pripremljena u južnim državama Indije, gde je i reč nastala, mogu da budu pripremljena sa lišćem kari drveta. Nauka je brojnim studijama potvrdila lekovito delovanje karija na zdravlje ljudi, te preporučuje indijsku prehranu jednom ili dvaput nedeljno.

## Lekovitost
Kari prah se u tradicionalnoj indijskoj medicini koristio kao pomoć probavi, kod bolesti iritiranih creva, za podsticanje rada jetre, otpuštanje probavnih sokova i drugih bolesti vezanih uz probavu. Jedni od najvrednijih začina karija su kurkuma, kumin i đumbir. Kurkuma u organizmu deluje kao antioksidans, protivupalni agens, i u tradicionalnoj medicini se koristi za lečenje rana, čireva i kožnih problema. Kumin podstiče probavne procese, ublažava crevne grčeve, a đumbir se pokazao delotvornim pri oporavak nakon operacija.
Jedna studija objavljena u stručnom časopisu Artritis & Rheumatism, bazirana na testovima na eksperimentalnim životinjama pokazala je da jelo kari sa sastojkom kurkumi, tj. materija kurkumin, vrlo delotvorno sprečava oticanje zglobova, koje se događa kod artritisa. Razne studije su ispitivale delovanje istog sastojka na mogućnost prevencije i lečenja raka. Prema nekim publikacijama ovo jelo može da doprinese sprečavanju pojave raka debelog creva i raka želuca. Studije su otkrile da može pomoći u zaštiti od srčanih bolesti, Alzheimerove bolesti i ostalih degenerativnih bolesti mozga. Stručnjaci za prehladu i grip preporučuju ovo začinjeno jelo kao prevenciju za zimske prehlade. Nutricionisti hvale jelo kari zbog sadržaja vlakana, koji vrlo povoljno deluju na zdravlje probavnog sistema razvojem crevne mikroflore i podsticanjem rada debelog creva. Kari se priprema sa voćem ili povrćem, koje je vrlo lagano pripremljeno, tako da zadržava većinu svojih hranjivih svojstva i dodatni je izvor vitamina i minerala.
In vitro, kurkumin manifestuje brojna interferentna svojstva koja mogu dovesti do pogrešnog tumačenja rezultata. Mada je kurkumin bio ispitivan u brojnim laboratorijskim i kliničkim istraživanjima, on nema medicinske upotrebe ustanovljene dobro dizajniranim kliničkim ispitivanjima. Prema jednom izveštaju iz 2017 kojim je pokriveno preko 120 studija, kurkumin nije bio uspešan ni u jednom kliničkom ispitivanju, te su autori zaključili da je „kurkumin nestabilno, reaktivno, nedovoljno biodostupno jedinjenje i da je stoga malo verovatno da može da služi kao lek”. Vlada SAD je podržala istraživanja primene kurkumina posredstvom Nacionalnog centra za komplementarno i integrativno zdravlje, i nije pronađena evidencija da kurkumin može da bude medicinski tretman.

### Energetska i nutritivna vrednost
Energetski sadržaj 100 grama kari praha iznosi 325  / 1360 . Od toga 58% ugljenih hidrata, 14% masti i 12,6% belančevina. Zahvaljujući bogatom sastavu začina odličan je izvor minerala mangana (4,3 mg što čini 215% RDA), željeza (29,6 mg što čini 211% RDA), bakra (0,8 mg što čini 90% RDA), magnezijuma (254 mg što čini 85% RDA), kalcijuma (478 mg što čini 60% RDA), fosfora (350 mg što čini 44% RDA), selena (17 μg što čini 31% RDA) i cinka (4 mg što čini 27% RDA).
Od vitamina odličan je izvor vitamina E (22 mg što čini 220% RDA), vitamina K (100 μg što čini 100% RDA), folne kiseline ili vitamina B9 (92,4 μg što čini 46% RDA), dobar je izvor vitamina C (11,4 mg što čini 19% RDA), niacina ili vitamina B3 (3,5 mg što čini 19% RDA), tiamina ili vitamina B1 (0,2 mg što čini 18% RDA), riboflavina ili vitamina B2 (0,3 mg što čini 17% RDA) i kolina ili acetil koenzim A (64,2 mg što čini 13% RDA). U sastavu karija na 100 g nalazi se 33 g dijetalnih vlakana, 592 mg β-karotena (vitamin A), 72 mg fitosterola.

## Priprema jela s karijem
Za pripremu karija, poznatog jela južne i jugoistočne Azije, koristi se sveža mešavina začina tzv. masala. Ona može biti suva, tako da se začini bez masnoće peku u tiganju i samelju ili se mogu pripremiti u kašastom obliku. Zavisno od glavnih sastojaka mešavine, kari sos može biti crveni, zeleni ili žuti. U tajlandskoj kuhinji crveni (s dodatkom crvene čili paprike), zeleni (s dodatkom zelene čili paprike) i žuti (s dodatkom sveže kurkume); obično se pripremaju sa ribljim umakom i kokosovim mlekom, koji kariju daju potrebnu gustinu. Uz patlidžane, bambus, listove limete i bosiljak, kariju se mogu dodati i razne vrste mesa (piletina, govedina, svinjetina), račići ili u vegetarijanskoj verziji povrće, a uvek se poslužuje sa rižom ili rižinom testeninom.
Karijem u prahu mogu se začiniti različite osnovne namirnice, jela od žitarica, povrća i mesa, pa i deserti. Zanimljiv je dodatak zelenom povrću i salatnim prelivima. Karijem se može aromatizovati majonez sa dodatkom limunskog soka, koji može da služi kao dip uz piletinu i povrće, kisela pavlaka sa dodatkom dinstanog luka, vlašca, soli i bibera ili jogurt sa dodatkom na kockice narezanog paradajza, naseckanog mladog luka i peršuna, koji se može poslužiti preko malo ohlađenog, pečenog mladog krompira.
Dinstanoj riži pristaje kari uz dodatak naseckanog crnog luka, belog luka i peršina, te zapečenih indijskih oraščića, kao i cous-cousu. Kari se može dodati u testo za palačinke, pa se one zatim nadevaju živinjskim mesom ili škampima. Kari se takođe dobro kombinuje sa mahunarkama poput leće i graška u čorbama, bundevom u pire supi ili raznim vrstama gljiva u obliku namaza sa dodatkom maslinovog ulja, svežeg začinskog bilja i orašastih plodova. Zanimljiv je dodatak i mesnim jelima poput salate od kuvane puretine i manga sa prelivom od majoneza i jogurta, mesnoj štrudli od mlevene govedine ili janjetine ili umaku koji se može poslužiti uz losos ili tunu sa roštilja.
Oni koji smatraju da se čili i čokolada dobro slažu, isto tako kombinuju kari i čokoladu. Kari se može dodati u čokoladni umak na bazi kokosovog mleka ili slatke pavlake kojim se može preliti sladoledni kup banana split ili u masu za pripremu čokoladnih kuglica i praline. Orašasti plodovi se mogu zapeći u tiganju na mešavini šećera, soli, bibera, karija, cimeta i karanfilića. Dobija se interesantan dodatak uz piće.

### Kupovanje i čuvanje
Kari u prahu je dostupan tokom cele godine i dobro je da se čuva u tamnim staklenim bocama zato što kurkuma, sastojak kari mešavine, gubi svoju boju i oštrinu izlaganjem direktnom svetlu.

## Vrste karija
Postoji mnogo vrsta kari začinskih mešavina, a najpoznatije su indijski kari i tajlandski kari.

### Indijski kari
U Indiji reč kari je pojam za bilo koje jelo od mesa, ribe ili jela od povrća u sosu, koja se jedu zajedno s rižom ili hlebom (čapati, nan ili puri). Različite kombinacije začina za ta jela zovu se u Indiji masala (tandori masala ili garam masala). Zavisno od regije, mesta, pa čak i domaćinstva sastav karija se može razlikovati. Raspon ukusa je od slatkog, preko pikantnog do ekstremno ljutog, pri tome su na jugu Indije kari ljući nego u drugim delovima zemlje.
Začini koji se upotrebljavaju za kari prvo se lagano zaprže, da bi razvili punu aromu, a zatim se ručno usitnjavaju u tarioniku. Najvažniji sastojci su koren kurkume (kojem kari zahvaljuje svoju tamno žutu boju), biber, čili, kardamom, seme korijandera, đumbir, kim, muškatni oraščić, cimet, piment, karanfilić, bokšorkli seme, makis (seme drveta muškatnog oraščića), zvezdasti anis, makovo seme, lovorov list, komorač.

### Tajlandski kari
Svetski su poznata i jela sa Tajlanda, iz grupe gaeng, koja se isto nazivaju kari. To su jela s puno tečnosti, koja se mogu smatrati supama, npr. kaeng dschuet („blaga supa“), kaeng phet („ljuta jupa“, začinjena sa puno crvenog čilija), na Zapadu poznata i kao „crveni kari“. Na Tajlandu je kari prašak takođe poznat, mada je obično dostupan u obliku paste. Sastojci paste su : sveže čili paprike, limunova trava, beli luk, lišće kafernlimete, korijander, tamarinde (mahunasta, biljka slična pasulju, zvana još i indijska datulja), galagant (više biljaka iz porodice ingvera) i paste od kozica (samostalno je veoma lošeg mirisa, ali u mešavini sa ostalim začinima poprima drugu aromu). Sve zajedno se gnječi u tarioniku, toliko dugo dok ne nastane jedna gusta ravnomerna masa. Da bi smanjila ljutina smeši se obično dodaje kokosovo mleko.

## Literatura
- Piatkus. Curry Club Indian Restaurant Cookbook. London –.  978-0-86188-378-3. &.  978-0-86188-488-9. (1984 to 2009)
- Achaya, K.T. A Historical Dictionary of Indian Food. Delhi, Oxford University Press (1998)
- Grove, Peter & Colleen. The Flavours of History. London, Godiva Books (2011)
- Chapman, Pat. India: Food & Cooking. London, New Holland –.  978-1-84537-619-2. (2007)
- Indian Food: A Historical Companion. Delhi: Oxford University Press. 1994.
- New Curry Bible, republished by John Blake Publishers.  978-1-84358-159-8. (2005)
- David Burton. The Raj at Table. London, Faber and Faber (1993)
- Pat Chapman's Curry Bible. Hodder & St –.  978-0-340-68037-7. &.  978-0-340-68037-7. &.  978-0-340-68562-4. &.  978-0-340-68562-4. (1997)
- E.M. Collingham. Curry: A Biography. London, Chatto & Windus, 2005
- An Invitation to Indian Cooking. London, Penguin, 1975
- Jaffrey, Madhur. Petit Plats Curry. Paris. Hachette Marabout.  978-2-501-03308-4. (2000)
- Chapman, Pat. The Little Curry Book. London – Piatkus.  978-0861883646  (1985)
- Chapman, Pat. Petit Plats Curry. Paris. Hachette Marabout.  2-501-03308-6 (2000)

## Spoljašnje veze
- Kari на веб-сајту  (језик: енглески)